# Anaea aidea
Anaea aidea är en fjärilsart som beskrevs av Guérin-meneville 1844. Anaea aidea ingår i släktet Anaea och familjen praktfjärilar. Inga underarter finns listade i Catalogue of Life.

## Bildgalleri

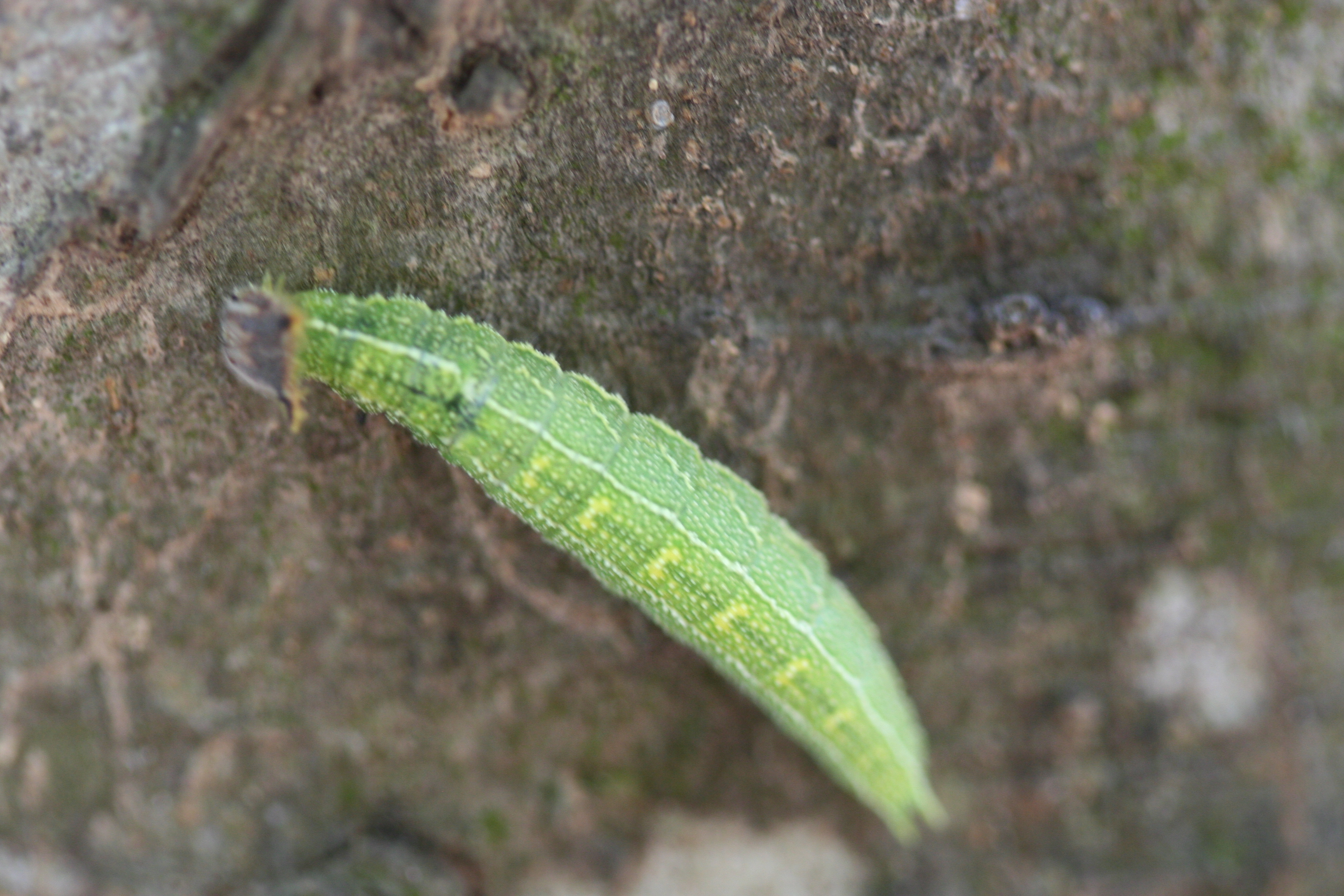